# Phyllobius brevis
Phyllobius brevis är en skalbaggsart som beskrevs av Leonard Gyllenhaal 1834. Phyllobius brevis ingår i släktet Phyllobius, och familjen vivlar. Arten har ej påträffats i Sverige.